# Die Krone des Otternkönigs

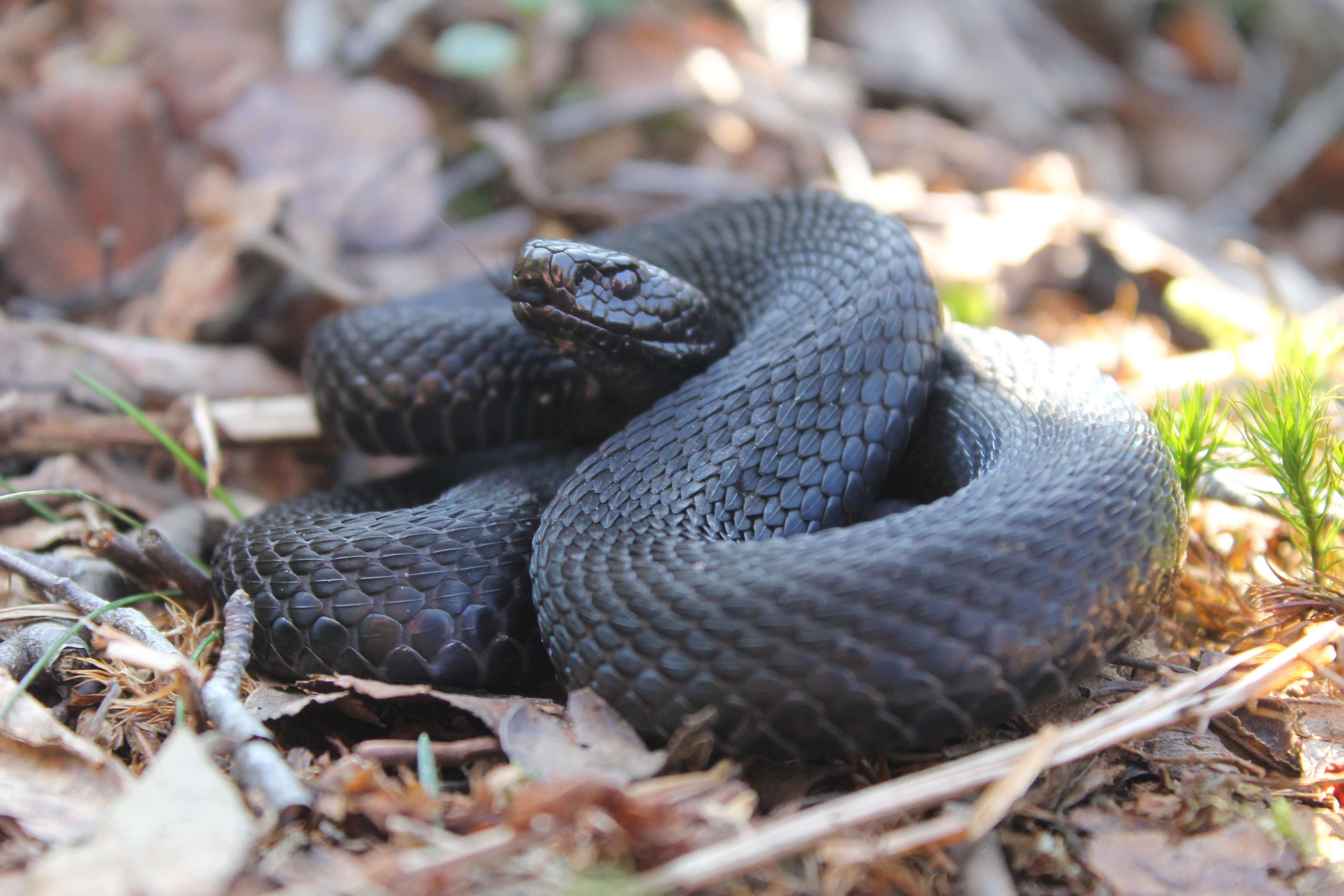
Kreuzotter in Drohstellung.

Die Krone des Otternkönigs ist eine Sage aus dem Egerland im Westen Tschechiens. In der Geschichte versucht ein Ritter die Krone des Königs der Schlangen zu stehlen.

## Handlung

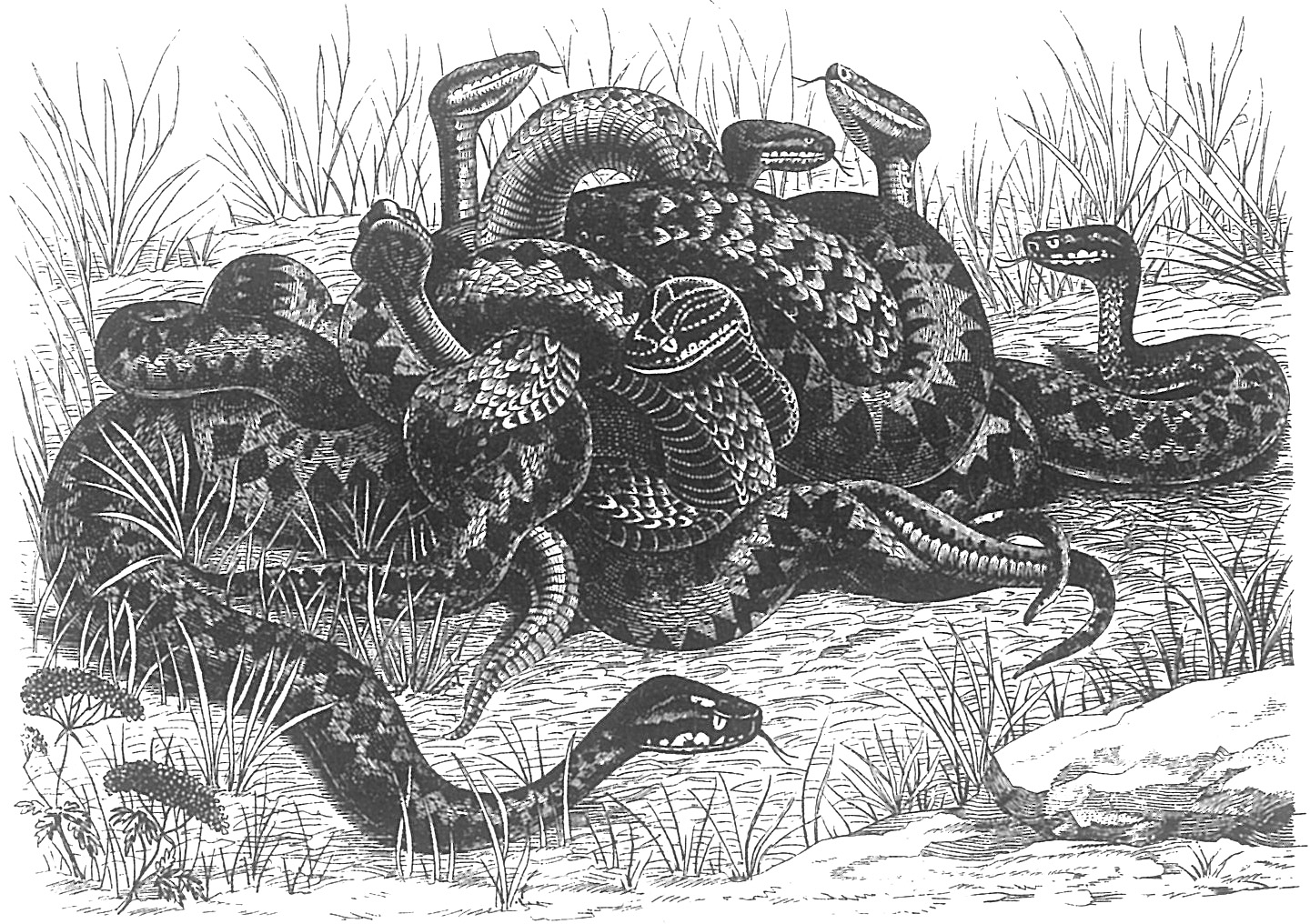
Im Reich der Schlangen.

Auf der Sonnenseite des Hutberges bei Stará Role (Altrohlau) lebten einst viele Schlangen, über die eine Otter als König herrschte. Kein Mensch konnte ungestraft sein Reich betreten. Die Otter trug auf dem Kopf eine kleine goldene Krone. Viele Menschen begehrten die Krone, von der es hieß, dass sie zu Macht verhelfe. 
Eines Tages beobachtete ein Bauernbursche zufällig, wie der Otternkönig seine Krone auf einen weißen Stein legte und in einem Teich ein Bad nahm. Der Bursche berichtete überall davon und so erreichte die Nachricht einen Ritter auf seiner nahen Burg. Dieser ritt daraufhin in die Nähe des Teiches und legte sich auf die Lauer. Am Mittag erschien der Otternkönig im Gefolge vieler Schlangen und legte erneut die Krone auf den weißen Stein, ehe er mit den anderen Schlangen ein Bad nahm. Rasch stahl der Ritter die Krone, schwang sich auf sein Pferd und ritt davon. Doch der Otternkönig hatte den Raub bemerkt und stieß einen schrillen Pfiff auf, woraufhin sich den ganzen Weg bis zur Burg des Ritters Ottern und Nattern aus Büschen und zwischen Steinen hervorschnellten und den Ritter verfolgten. 
Eine schwarze Otter hatte sich im Schweif des Pferdes versteckt und kroch nun zum Ritter empor und biss ihm ins Genick, woraufhin der Ritter tot vom Pferd fiel. Eine weitere Schlange brachte dem Otternkönig die Krone zurück, während sich in der Burg des toten Ritters fortan so viele Schlangen einnisteten, dass kein Mensch dort mehr wohnen wollte.

## Hintergrund
Die Geschichte spielt am Hutberg bei Stará Role (Altrohlau).

## Rezeption
Die Sage findet sich in mehreren Werken zur sudetendeutschen / west-tschechischen Sagenwelt. Josef Hofmann, G. Kutschera und H. Nürnbeger führen die Geschichte in Sagen der Karlsbader Landschaft (1926) auf; Josef Rotter listet sie in Hundert Sagen aus den Sudetenländern (1948) und Thilde Hopper-Hoyer in Egerländer Sagenkranz (1958).